# Дискографија Бруна Марса
Дискографија Бруна Марса, америчког певача и текстописца, комплетан је списак његових издатих синглова, албума и видеа којих је издало више издавачких кућа. У својој досадашњој каријери издао је три студијских албума, један ЕП, двадесет-осам синглова (од тога осамнаест синглова као главни извођач, седам као гостујући извођач и три промоциона сингла) и двадесет-четири музичких видео-спотова. До данас, Бруно Марс је продао преко сто милиона примерака својих музичких издања широм света што га је учинило једним од најуспешнијих извоњача свих времена. Шест његових синглова су уврштена међу најпродаванијим сингловима свих времена: према редоследу објављивања, Just the Way You Are, Grenade, The Lazy Song, When I Was Your Man, Uptown Funk и That's What I Like. Закључно са 2018. годином, певачева укупна продаја синглова широм света је прешла бројку од 180 милиона. Према Америчком удружењу дискографских кућа (енгл. Recording Industry Association of America, (RIAA)), Бруно Марс је на деветом месту по виртуелно-продатим сингловима у Сједињеним Америчким Државама са 54,5 милиона продатих примерака. Његова прва два студијска албума су само у Сједињеним Државама била продата у 5,04 милиона примерака. Године 2012. проглашен је најуспешнијим светским извођачем за 2011. годину.
Након потписивања уговора за Атлантик рекордс 2009. године, он је компоновао (као The Smeezingtons) и певао као гостујући вокал на дебитантским сингловима B.o.B-ја (Nothin' on You) као и Тревија Меккоја (Billionaire) почетком наредне наступајуће године. Сингл Billionaire се те 2010. године попео на сам врх топ-листа у неколико држава а међу њима Сједињеним Америчке Државе (на топ-листи Билборд хот 100), Холандији и Уједињеном Краљевству. Исте године је Бруно Марс објавио свој дебитантски студијски албум под насловом Doo-Wops & Hooligans. Синглови са албума попут Just the Way You Are и Grenade доспели су на сам врх топ-листа у Сједињеним Државама, Аустралији, Канади, Новом Зеланду и Уједињеном Краљевству освојивши тако за њега седмоструки односно деветоструки платинумски сертификат од стране RIAA-е. Оба сингла су освојила седмоструки односно шестоструки платинумски сертификат од стране Аустралијског удружења дискографских кућа (ARIA) и Канадског удружења дискографских кућа (MC). Трећи сингл са албума, The Lazy Song, се позиционирао на месту број један на топ-листама у Данској и Уједињеном Краљевству. Његов дебитантски студијски албум се попео на сам врх топ-листа у Канади, Немачкој, Републици Ирској, Швајцарској и Уједињеном Краљевству зарадивши тако више платинумских сертификата и продавши шест милиона примерака широм света. Године 2011. Бруно Марс је снимио сингл It Will Rain који је изабран као саундтрек за филм Сумрак сага: Праскозорје 1. део; сингл се позиционирао на месту број три у Сједињеним Државама и месту број два на Новом Зеланду. Исте године се појавио на неколико колаборацијских синглова.
Децембра 2012. године, Марс је објавио свој други студијски албум под насловом Unorthodox Jukebox. Unorthodox Jukebox је постигао међународни успех пласиравши се на месту број један у Сједињеним Америчким Државама, Аустралији, Канади, Швајцарској и Уједињеном Краљевству и продавши шест милиона примерака широм света. Када су његови синглови Locked Out of Heaven и When I Was Your Man избили на врх Билбордове хот 100 топ-листе, Марс је постао други најбрше растући извођач (иза Елвиса Прислија) који је имао иза себе пет број један синглова. Оба претходно наведена сингла су били шест пута сертификовани платинумским издањем од стране RIAA-е, упоредо са шестоструким односно седмоструким освојеним платинумским сертификатом од стране ARIA-е. Године 2014. Бруно Марс је, као гостујући извођач, заједно са Марком Ронсоном објавио хит сингл Uptown Funk који се попео на сам врх топ-листа у Сједињеним Америчким Државама, Аустралији, Канади, Новом Зеланду у Уједињеном Краљевству. Сингл је освојио једанаест пута платинумски сертификат од стране RIAA-е, петнаест пута од стране ARIA-е и дијамантски сертификат од стране MC-а. Његов трећи по реду студијски албум под насловом 24K Magic био је објављен у новембру 2016. године. Албум је ушао у топ пет на топ-листама у Сједињеним Америчким Државама, Аустралији, Канади, Новом Зеланду и Уједињеном Краљевству. Изнедрио је међународно успешне синглове 24K Magic, That's What I Like и Finesse. Сингл That's What I Like се позиционирао на месту број један на Новом Зеланду и Сједињеним Америчким Државама у којој је освојио седмоструки платинумски сертификат од стране RIAA-е.

## Албуми

### Студијски албуми
| Наслов албума        | Детаљи албума | Позиције на топ-листама | Позиције на топ-листама | Позиције на топ-листама | Позиције на топ-листама | Позиције на топ-листама | Позиције на топ-листама | Позиције на топ-листама | Позиције на топ-листама | Позиције на топ-листама | Позиције на топ-листама | Број продатих примерака                          | Сертификат(и) |
| Наслов албума        | Детаљи албума | САД                     | АУС                     | КАН                     | ДАН                     | НЕМ                     | ИРС                     | ХОЛ                     | НЗЛ                     | ШВА                     | УК                      | Број продатих примерака                          | Сертификат(и) |
| -------------------- | --- | ----------------------- | ----------------------- | ----------------------- | ----------------------- | ----------------------- | ----------------------- | ----------------------- | ----------------------- | ----------------------- | ----------------------- | ------------------------------------------------ | --- |
| Doo-Wops & Hooligans | - Датум објављивања: 5. октобар 2010. година - Издавачка кућа: Електра, Атлантик - Формат(и): CD, LP, дигитални даунлоуд  | 3                       | 2                       | 1                       | 2                       | 1                       | 1                       | 1                       | 2                       | 1                       | 1                       | - ШС: 6.000.000 - САД: 2.626.000 - УК: 1.712.854 | - RIAA: 5× платинумски - ARIA: 4× платинумски - BPI: 6× платинумски - BVMI: 5× златни - IFPI ДАН: 3× платинумски - IFPI ШВА: 2× платинумски - IRMA: 4× платинумски - MC: 3× платинумски - NVPI: златни - RMNZ: 6× платинумски |
| Unorthodox Jukebox   | - Датум објављивања: 10. децембар 2012. година - Издавачка кућа: Атлантик - Формат(и): CD, LP, дигитални даунлоуд         | 1                       | 1                       | 1                       | 6                       | 4                       | 3                       | 4                       | 2                       | 1                       | 1                       | - ШС: 6.000.000 - САД: 2.574.000 - УК: 987.854   | - RIAA: 4× платинумски - ARIA: 3× платинумски - BPI: 3× платинумски - BVMI: платинумски - IFPI ДАН: златни - IFPI ШВА: платинумски - IRMA: 2× платинумски - MC: 3× платинумски - RMNZ: 3× платинумски                         |
| 24K Magic            | - Датум објављивања: 18. новембар 2016. година - Издавачка кућа: Атлантик - Формат(и): CD, LP, CD/DVD, дигитални даунлоуд | 2                       | 3                       | 2                       | 6                       | 9                       | 4                       | 5                       | 2                       | 4                       | 3                       | - ШС: 2.700.000 - САД: 1.000.000                 | - RIAA: 2× платинумски - ARIA: платинумски - BPI: платинумски - IFPI ДАН: платинумски - MC: 2× платинумски - NVPI: платинумски - RMNZ: 3× платинумски                                                                         |

## ЕПови
| Наслов ЕПа                          | Детаљи ЕПа | Позиције на топ-листама | Позиције на топ-листама | Број продатих примерака |
| Наслов ЕПа                          | Детаљи ЕПа | САД                     | УК                      | Број продатих примерака |
| ----------------------------------- | --- | ----------------------- | ----------------------- | ----------------------- |
| It's Better If You Don't Understand | - Датум објављивања: 11. мај 2010. година - Издавачка кућа: Електра, Атлантик - Формат(и): дигитални даунлоуд | 99                      | 97                      | - US: 27.000            |

## Синглови

### Као главни извођач
| Налов сингла                                                                                                 | Година издања | Позиције на топ-листама | Позиције на топ-листама | Позиције на топ-листама | Позиције на топ-листама | Позиције на топ-листама | Позиције на топ-листама | Позиције на топ-листама | Позиције на топ-листама | Позиције на топ-листама | Позиције на топ-листама | Сертификат(и) | Албум                           |
| Налов сингла                                                                                                 | Година издања | САД                     | АУС                     | КАН                     | ДАН                     | НЕМ                     | ИРС                     | ХОЛ                     | НЗЛ                     | ШВА                     | УК                      | Сертификат(и) | Албум                           |
| --- | ------------- | ----------------------- | ----------------------- | ----------------------- | ----------------------- | ----------------------- | ----------------------- | ----------------------- | ----------------------- | ----------------------- | ----------------------- | --- | ------------------------------- |
| "Just the Way You Are"                                                                                       | 2010          | 1                       | 1                       | 1                       | 6                       | 2                       | 1                       | 1                       | 1                       | 3                       | 1                       | - RIAA: 9× платинумски - ARIA: 7× платинумски - BPI: 2× платинумски - BVMI: платинумски - IFPI ДАН: платинумски - IFPI ШВА: платинумски - MC: 6× платинумски - RMNZ: 2× платинумски     | Doo-Wops & Hooligans            |
| "Grenade" | 2010          | 1                       | 1                       | 1                       | 1                       | 1                       | 1                       | 2                       | 1                       | 1                       | 1                       | - RIAA: 7× платинумски - ARIA: 7× платинумски - BPI: 2× платинумски - BVMI: 3× златни - IFPI ДАН: платинумски - IFPI ШВА: 3× платинумски - MC: 6× платинумски - RMNZ: 2× платинумски    | Doo-Wops & Hooligans            |
| "The Lazy Song"                                                                                              | 2011          | 4                       | 6                       | 5                       | 1                       | 9                       | 4                       | 4                       | 3                       | 9                       | 1                       | - RIAA: 3× платинумски - ARIA: 5× платинумски - BPI: платинумски - BVMI: златни - IFPI ДАН: платинумски - IFPI ШВА: платинумски - MC: 4× платинумски - RMNZ: платинумски                | Doo-Wops & Hooligans            |
| "Talking to the Moon"                                                                                        | 2011          | —                       | —                       | —                       | —                       | —                       | —                       | —                       | —                       | —                       | —                       | | Doo-Wops & Hooligans            |
| "Marry You"                                                                                                  | 2011          | 85                      | 8                       | 10                      | 32                      | 15                      | 5                       | 13                      | 5                       | 16                      | 11                      | - ARIA: 2× платинумски - BPI: платинумски - BVMI: златни - IFPI ДАН: златни - IFPI ШВА: златни - MC: 3× платинумски - RMNZ: златни                                                      | Doo-Wops & Hooligans            |
| "It Will Rain"                                                                                               | 2011          | 3                       | 14                      | 5                       | 11                      | 14                      | 11                      | 35                      | 2                       | 22                      | 14                      | - RIAA: 3× платинумски - ARIA: 2× платинумски - BPI: сребрни - BVMI: златни - IFPI ДАН: златни - IFPI ШВА: златни - MC: 3× платинумски - RMNZ: платинумски                              | Сумрак сага: Праскозорје 1. део |
| "Count On Me"                                                                                                | 2011          | —                       | 19                      | —                       | —                       | —                       | —                       | —                       | 13                      | 55                      | 78                      | - RIAA: 2× платинумски - ARIA: 3× платинумски - BPI: сребрни - BVMI: златни - IFPI ШВА: златни - RMNZ: платинумски                                                                      | Doo-Wops & Hooligans            |
| "Locked Out of Heaven"                                                                                       | 2012          | 1                       | 4                       | 1                       | 2                       | 7                       | 4                       | 5                       | 4                       | 8                       | 2                       | - RIAA: 6× платинумски - ARIA: 7× платинумски - BPI: 2× платинумски - BVMI: платинумски - IFPI ДАН: 2× платинумски - IFPI ШВА: платинумски - MC: 5× платинумски - RMNZ: 2×4 платинумски | Unorthodox Jukebox              |
| "When I Was Your Man"                                                                                        | 2013          | 1                       | 6                       | 3                       | 4                       | 23                      | 6                       | 7                       | 4                       | 12                      | 2                       | - RIAA: 6× платинумски - ARIA: 6× платинумски - BPI: платинумски - BVMI: златни - IFPI ДАН: 2× платинумски - IFPI ШВА: платинумски - MC: 4× платинумски - RMNZ: 2× платинумски          | Unorthodox Jukebox              |
| "Treasure"                                                                                                   | 2013          | 5                       | 10                      | 4                       | 14                      | 17                      | 9                       | 11                      | 7                       | 13                      | 12                      | - RIAA: 3× платинумски - ARIA: 2× платинумски - BPI: платинумски - BVMI: златни - IFPI ДАН: платинумски - IFPI ШВА: златни - MC: 2× платинумски - RMNZ: платинумски                     | Unorthodox Jukebox              |
| "Gorilla" | 2013          | 22                      | 41                      | 23                      | —                       | —                       | 53                      | 31                      | —                       | —                       | 62                      | - RIAA: платинумски - ARIA: златни - MC: златни | Unorthodox Jukebox              |
| "Young Girls"                                                                                                | 2013          | 32                      | 62                      | 19                      | —                       | —                       | 78                      | —                       | 23                      | —                       | 83                      | - RIAA: платинумски - ARIA: златни - MC: златни | Unorthodox Jukebox              |
| "24K Magic"                                                                                                  | 2016          | 4                       | 3                       | 3                       | 18                      | 14                      | 10                      | 6                       | 1                       | 9                       | 5                       | - RIAA: 5× платинумски - ARIA: 4× платинумски - BPI: платинумски - BVMI: златни - IFPI ДАН: платинумски - IFPI ШВА: златни - MC: 4× платинумски - RMNZ: платинумски                     | 24K Magic                       |
| "That's What I Like"                                                                                         | 2017          | 1                       | 5                       | 3                       | 18                      | 51                      | 20                      | 19                      | 4                       | 39                      | 12                      | - RIAA: 7× платинумски - ARIA: 4× платинумски - BPI: платинумски - BVMI: златни - IFPI ДАН: платинумски - MC: 4× платинумски - RMNZ: 2× платинумски                                     | 24K Magic                       |
| "Versace on the Floor" (соло песма или као ремикс са Давидом Гетом)                                          | 2017          | 33                      | 57                      | 43                      | —                       | —                       | —                       | —                       | 27                      | —                       | 59                      | - RIAA: платинумски - ARIA: платинумски - BPI: сребрни - MC: златни | 24K Magic                       |
| "Chunky" | 2017          | —                       | —                       | —                       | —                       | —                       | —                       | —                       | —                       | —                       | 79                      | - RIAA: златни | 24K Magic                       |
| "Finesse" (у дуету са Карди Би)                                                                              | 2018          | 3                       | 6                       | 3                       | 14                      | 31                      | 5                       | 9                       | 2                       | 29                      | 5                       | - RIAA: 3× платинумски - ARIA: 2× платинумски - BPI: платинумски - IFPI ДАН: златни - RMNZ: платинумски                                                                                 | 24K Magic                       |
| "—" озачава издање које или није дебитовало на тој топ-листи или није дебитовало у/на тој држави/територији. |               |                         |                         |                         |                         |                         |                         |                         |                         |                         |                         | |                                 |

### Као гостујући извођач
| Наслов сингла                                                                                                | Година издања | Позиције на топ-листама | Позиције на топ-листама | Позиције на топ-листама | Позиције на топ-листама | Позиције на топ-листама | Позиције на топ-листама | Позиције на топ-листама | Позиције на топ-листама | Позиције на топ-листама | Позиције на топ-листама | Сертификат(и) | Албум                                                               |
| Наслов сингла                                                                                                | Година издања | САД                     | АУС                     | КАН                     | ДАН                     | НЕМ                     | ИРС                     | ХОЛ                     | НЗЛ                     | ШВА                     | УК                      | Сертификат(и) | Албум                                                               |
| --- | ------------- | ----------------------- | ----------------------- | ----------------------- | ----------------------- | ----------------------- | ----------------------- | ----------------------- | ----------------------- | ----------------------- | ----------------------- | --- | ------------------------------------------------------------------- |
| "Nothin' on You" (B.o.B у дуету са Бруно Марсом)                                                             | 2009          | 1                       | 3                       | 10                      | 24                      | 22                      | 7                       | 1                       | 5                       | 28                      | 1                       | - RIAA: 3× платинумски - ARIA: платинумски - BPI: златни - MC: платинумски - RMNZ: платинумски                                                                                    | B.o.B Presents: The Adventures of Bobby Ray                         |
| "Billionaire" (Треви Меккој у дуету са Бруно Марсом)                                                         | 2010          | 4                       | 5                       | 12                      | 8                       | 16                      | 2                       | 1                       | 2                       | 14                      | 3                       | - RIAA: 2× платинумски - ARIA: 2× платинумски - BPI: платинумски - MC: 2× платинумски - RMNZ: платинумски                                                                         | Lazarus                                                             |
| "Lighters" (Bad Meets Evil у дуету са Бруно Марсом)                                                          | 2011          | 4                       | 17                      | 4                       | 18                      | 26                      | 11                      | 13                      | 2                       | 10                      | 10                      | - RIAA: 2× платинумски - ARIA: платинумски - BPI: сребрни - RMNZ: златни | Hell: The Sequel                                                    |
| "Mirror" (Лил Вејн у дуету са Бруно Марсом)                                                                  | 2011          | 16                      | 26                      | 46                      | 12                      | —                       | 21                      | 12                      | 37                      | 15                      | 17                      | - RIAA: платинумски - ARIA: платинумски - BPI: сребрни - IFPI ДАН: 2× платинумски                                                                                                 | Tha Carter IV                                                       |
| "Young, Wild & Free" (Снуп Дог и Виз Калифа у дуету са Бруно Марсом)                                         | 2011          | 7                       | 4                       | 13                      | 19                      | 15                      | 33                      | 7                       | 2                       | 12                      | 44                      | - RIAA: 4× платинумски - ARIA: 5× платинумски - BPI: златни - BVMI: златни - IFPI ДАН: 2× платинумски - IFPI ШВА: златни - MC: 2× платинумски - RMNZ: платинумски                 | Mac & Devin Go to High School                                       |
| "Bubble Butt" (Мејџор Лејзер у дуету са Бруно Марсом, 2 Chainz-ом, Тигом и Мистиком)                         | 2013          | 56                      | 39                      | —                       | —                       | —                       | —                       | —                       | —                       | —                       | 151                     | - RIAA: златни | Free the Universe                                                   |
| "Uptown Funk" (Марк Ронсон у дуету са Бруно Марсом)                                                          | 2014          | 1                       | 1                       | 1                       | 2                       | 3                       | 1                       | 4                       | 1                       | 2                       | 1                       | - RIAA: 11× платинумски - ARIA: 15× платинумски - BPI: 5× платинумски - BVMI: платинумски - IFPI ДАН: 2× платинумски - MC: дијамантски - NVPI: платинумски - RMNZ: 5× платинумски | Uptown Special                                                      |
| "Wake Up in the Sky" (са Гучи Манеом и Кодаком Блеком)                                                       | 2018          | 14                      | 46                      | 54                      | —                       | —                       | 49                      | —                       | —                       | 95                      | 65                      | | Evil Genius: The True Story of America's Most Diabolical Bank Heist |
| "—" озачава издање које или није дебитовало на тој топ-листи или није дебитовало у/на тој држави/територији. |               |                         |                         |                         |                         |                         |                         |                         |                         |                         |                         | |                                                                     |

### Промоциони синглови
| "Liquor Store Blues" (у дуету са Демијаном Марлијем)                                                         | 2010 | — | 97 | —  |  | Doo-Wops & Hooligans |
| "Somewhere in Brooklyn"                                                                                      | 2011 | — | —  | —  |  | Doo-Wops & Hooligans |
| "Moonshine"                                                                                                  | 2012 | — | —  | 32 |  | Unorthodox Jukebox   |
| "—" озачава издање које или није дебитовало на тој топ-листи или није дебитовало у/на тој држави/територији. |      |   |    |    |  |                      |

## Остале позициониране песме
| Налов песме                                                                                                  | Година издања | Позиције на топ-листама | Позиције на топ-листама | Позиције на топ-листама | Позиције на топ-листама | Позиције на топ-листама | Позиције на топ-листама | Сертификат(и)  | Албум                               |
| Налов песме                                                                                                  | Година издања | САД                     | КАН                     | НЕМ                     | НЗЛ                     | ШВА                     | УК                      | Сертификат(и)  | Албум                               |
| --- | ------------- | ----------------------- | ----------------------- | ----------------------- | ----------------------- | ----------------------- | ----------------------- | -------------- | ----------------------------------- |
| "The Other Side" (у дуету са Си Ло Грином и B.o.B-јем)                                                       | 2010          | —                       | —                       | —                       | —                       | —                       | 117                     |                | It's Better If You Don't Understand |
| "Rocketeer" (Фар ист мувмент у дуету са Бруно Марсом)                                                        | 2010          | —                       | 85                      | —                       | —                       | —                       | —                       |                | Није сингл са албума                |
| "Runaway Baby"                                                                                               | 2010          | 50                      | 66                      | —                       | 35                      | —                       | 19                      | - BPI: сребрни | Doo-Wops & Hooligans                |
| "This Is My Love" (Голд Ван у дуету са Бруно Марсом и Џејсоном Ма)                                           | 2012          | —                       | —                       | 37                      | —                       | 22                      | —                       |                | Није сингл са албума                |
| "Natalie" | 2012          | —                       | —                       | —                       | 28                      | —                       | —                       |                | Unorthodox Jukebox                  |
| "Perm" | 2016          | —                       | —                       | —                       | —                       | —                       | —                       |                | 24K Magic                           |
| "—" озачава издање које или није дебитовало на тој топ-листи или није дебитовало у/на тој држави/територији. |               |                         |                         |                         |                         |                         |                         |                |                                     |

## Гостујућа појављивања
| Налов песме             | Година издања | Други извођач(и) | Албум                                      |
| ----------------------- | ------------- | ---------------- | ------------------------------------------ |
| "3D"                    | 2009          | Фар ист мувмент  | Animal                                     |
| "Love"                  | 2009          | Џејсон Ма        | Glory                                      |
| "Walls Come Down"       | 2011          | Кеке Палмер      | Awaken Reloaded                            |
| "Can't Come Back to Me" | 2012          | Лејзи Боун       | Није сингл са албума                       |
| "6 AM" (Ремикс)         | 2013          | Буено            | Maloof Money, Vol. 3 (Executive Decisions) |
| "Welcome Back"          | 2014          | Нема             | Rio 2: Music from the Motion Picture       |

## Видеографија
| Наслов видеа           | Година издања | Други акредитовани извођач(и)      | Продуцент(и)                     | Референца |
| ---------------------- | ------------- | ---------------------------------- | -------------------------------- | --------- |
| "Love"                 | 2009          | Џејсон Ма                          | Мајкл Чанг                       | [ 114 ]   |
| "Nothin' on You"       | 2010          | B.o.B                              | Итан Лејдер                      | [ 115 ]   |
| "Billionaire"          | 2010          | Треви Меккој                       | Марк Стаубах                     | [ 116 ]   |
| "The Other Side"       | 2010          | Си Ло Грин B.o.B                   | Ник Билардело и Камерун Дуди     |           |
| "Just the Way You Are" | 2010          | Нема                               | Итан Лејдер                      | [ 117 ]   |
| "Grenade"              | 2010          | Нема                               | Набил Елдеркин                   | [ 118 ]   |
| "Liquor Store Blues"   | 2011          | Демјан Марли                       | Џејк Самер                       | [ 119 ]   |
| "The Lazy Song"        | 2011          | Нема                               | Камерун Дуди и Бруно Марс        | [ 120 ]   |
| "The Lazy Song"        | 2011          | Нема                               | Нез                              | [ 121 ]   |
| "Lighters"             | 2011          | Bad Meets Evil                     | Рич Ли                           | [ 122 ]   |
| "It Will Rain"         | 2011          | Нема                               | Фил Пинто и Бруно Марс           | [ 123 ]   |
| "Young, Wild & Free"   | 2011          | Снуп Дог Виз Калифа                | Дилан Браун                      | [ 124 ]   |
| "Mirror"               | 2012          | Лил Вејн                           | Антоан Фукуа                     | [ 125 ]   |
| "This Is My Love"      | 2012          | Голд Ван Џејсон Ма                 | Клаудио Загарини и Михел Зејнали | [ 126 ]   |
| "Locked Out of Heaven" | 2012          | Нема                               | Камерун Дуди и Бруно Марс        | [ 127 ]   |
| "When I Was Your Man"  | 2013          | Нема                               | Камерун Дуди и Бруно Марс        | [ 128 ]   |
| "Treasure"             | 2013          | Нема                               | Камерун Дуди и Бруно Марс        | [ 129 ]   |
| "Bubble Butt"          | 2013          | Мејџор Лејзер 2 Chainz Тига Мистик | Ерик Варехајм                    | [ 130 ]   |
| "Gorilla"              | 2013          | Нема                               | Камерун Дуди и Бруно Марс        |           |
| "Uptown Funk"          | 2014          | Марк Ронсон                        | Камерун Дуди и Бруно Марс        | [ 131 ]   |
| "24K Magic"            | 2016          | Нема                               | Камерун Дуди и Бруно Марс        |           |
| "24K Magic"            | 2016          | Victoria’s Secret Angels           | Нема                             |           |
| "That's What I Like"   | 2017          | Нема                               | Џонатан Лија и Бруно Марс        |           |
| "Versace on the Floor" | 2017          | Нема                               | Камерун Дуди и Бруно Марс        |           |
| "Finesse (Ремикс)"     | 2018          | Карди Би                           | Бруно Марс и Флорент Декард      |           |
| "Wake Up in the Sky"   | 2018          | Гучи Мане, Кодак Блек              | Бруно Марс и Флорент Декард      | [ 132 ]   |

### Гостујућа појављивања
| Налов видеа                               | Година издања | Извиђач(и)           | Продуцент(и)              | Референца |
| ----------------------------------------- | ------------- | -------------------- | ------------------------- | --------- |
| "Long Distance"                           | 2008          | Бренди               | Крис Робинсон             | [ 133 ]   |
| "The Dedication"                          | 2009          | Џибс Лојд            | Ерик Вајт                 | [ 134 ]   |
| "Wavin' Flag (Coca-Cola Celebration Mix)" | 2010          | K'Naan               | Набил Елдеркин            | [ 135 ]   |
| "Feel Right"                              | 2015          | Марк Ронсон Мистикал | Камерун Дуди и Бруно Марс | [ 136 ]   |